# Brama Malerzowska
Brama Malerzowska – jeden z pięciu mikroregionów należących do mezoregionu o indeksie 318.44 – Wzgórza Trzebnickie (według regionalizacji fizycznogeograficznej opracowanej przez Jerzego Kondrackiego), należących do makroregionu o indeksie 318.4 – Wał Trzebnicki. Wymienione jednostki należą do prowincji o indeksie 31 – Niż Środkowoeuropejski, a w jego obrębie do podprowincji o indeksie 318 – Niziny Środkowopolskie. Ma on przypisany w tej regionalizacji indeks 318.445.
Ten fragment mezoregionu Wzgórz Trzebnickich jest poprzecznym obniżeniem terenu ukształtowanym wzdłuż doliny rzeki Sąsiecznicy, będącej dopływem Baryczy. Dolina ta jest położona na wysokości bezwzględnej od 150,0 m n.p.m. do 170,0 m n.p.m., a sama rzeka stanowi oś Bramy Malerzowskiej na kierunku od południowego–wschodu na północy–zachód. Brama oddziela Grzbiet Trzebnicki (mikroregion o indeksie 318.444) od Wzgórz Twardogórskich (mezoregion o indeksie 318.45), a łączy Kotlinę Żmigrodzką (indeks 318.33), jej fragmentem obejmującym Równinę Czeszowską, z Równiną Oleśnicką (indeks 318.56), mikroregion Równina Oleśnicko–Bierutowska (indeks 318.561). Pod względem geologicznym obniżenie wypełnione jest piaskami glacjofluwialnymi. W zagospodarowaniu tego obszaru dominują zwarte kompleksy leśne.
Nazwa własna – Brama Malerzowska – jest nazwą niestandaryzowaną, gdyż została ustalona i ujęta w państwowym rejestrze nazw geograficznych na podstawie Geografii regionalnej Polski autorstwa Jerzego Kondrackiego wydanej przez Wydawnictwo Naukowe PWN w 1998 r. jako element wyodrębniony w systemie zewnętrznym – podziale fizycznogeograficznym. Odnosi się do ukształtowania terenu określonego jako region naturalny oraz mikroregion. W rejestrze tym przypisano jej identyfikator: PRNG – 76038, identyfikator IIP – PL.PZGiK.320.NGRP.76038. Podaje on następujące współrzędne geograficzne punktu głównego obniżenia (bramy): szerokość geograficzna – 51°22'10" N, długość geograficzna – 17°19'25" E.